# 우츠세미 (겐지모노가타리)
| 겐지모노가타리 오십사첩 |              |        |                |
| 각 첩의 줄거리          |              |        |                |
| 첩(帖)                  | 이름         | 첩(帖) | 이름           |
| 1                       | 키리츠보     | 28     | 노와키         |
| 2                       | 하하키기     | 29     | 미유키         |
| 3                       | 우츠세미     | 30     | 후지바카마     |
| 4                       | 유우가오     | 31     | 마키바시라     |
| 5                       | 와카무라사키 | 32     | 우메가에       |
| 6                       | 스에츠무하나 | 33     | 후지노우라바   |
| 7                       | 모미지노가   | 34     | 와카나         |
| 8                       | 하나노엔     | 35     | 카시와기       |
| 9                       | 아오이       | 36     | 요코부에       |
| 10                      | 사카키       | 37     | 스즈무시       |
| 11                      | 하나치루사토 | 38     | 39 유우기리    |
| 12                      | 스마         | 39     | 미노리         |
| 13                      | 아카시       | 40     | 마보로시       |
| 14                      | 미오츠쿠시   | 41     | 쿠모가쿠레     |
| 15                      | 요모기우     | 42     | 니오우미야     |
| 16                      | 세키야       | 43     | 코우바이       |
| 17                      | 에아와세     | 44     | 타케카와       |
| 18                      | 마츠카제     | 45     | 하시히메       |
| 19                      | 우스구모     | 46     | 시이가모토     |
| 20                      | 아사가오     | 47     | 아게마키       |
| 21                      | 오토메       | 48     | 사와라비       |
| 22                      | 타마카즈라   | 49     | 야도리기       |
| 23                      | 하츠네       | 50     | 아즈마야       |
| 24                      | 코쵸         | 51     | 우키후네       |
| 25                      | 호타루       | 52     | 카게로우       |
| 26                      | 토코나츠     | 53     | 테나라이       |
| 27                      | 카가리비     | 54     | 유메노우키하시 |

우츠세미(일본어: 空蝉/空蟬 うつせみ[*])는
1. 『겐지모노가타리』 54첩 중 하나. 제3첩. 하하키기산죠의 제2첩. 권명은 히카루 겐지와 우츠세미의 우타 「空蝉の身をかへてける木のもとになほ人がらのなつかしきかな」 및 「空蝉の羽におく露の木がくれてしのびしのびにぬるる袖かな」에서 따왔다.
2. 『겐지모노가타리』에 등장하는 여성 한 사람에 대한 통칭. 10대 시절 히카루 겐지가 알고 지내면서, 영향을 받은 여성들 중 한명이다. 이름의 유래는, 구애에 대해서 한벌의 기모노를 남기고 도망간 것을, 겐지가 매미의 허물에 빗대어 보낸 와카에서 따왔다. 주된 등장은 「하하키기」, 「우츠세미」, 「세키야」 의 3권 뿐이다.

## 줄거리
히카루 겐지 17살 여름 이야기.

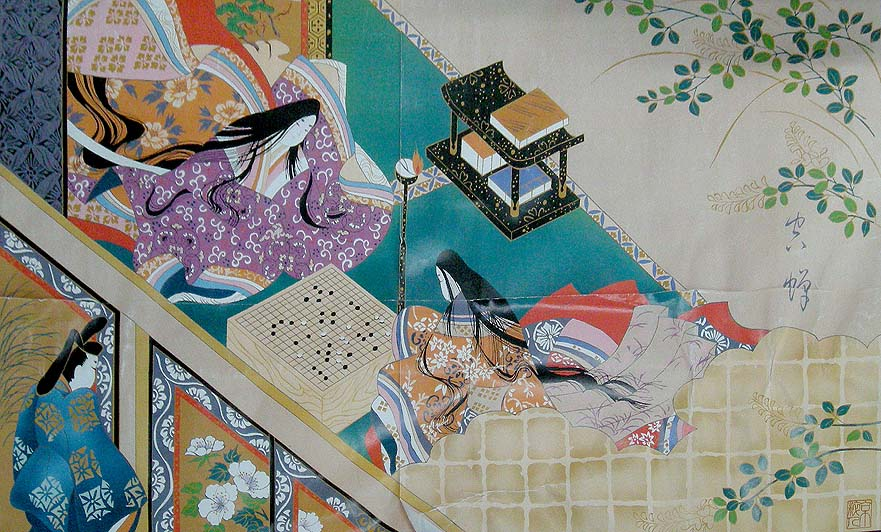

우츠세미를 잊을 수 없는 겐지는, 그녀의 매정한 행동에도 오히려 더욱 생각나게 하자, 다시 키이노카미 저택으로 숨어들어갔다. 거기서 의붓딸(노기바노오기)와 바둑을 두는 우츠세미의 모습을 들여다보고, 결코 미녀는 아니지만, 진중한 우츠세미의 모습이 매력적이라고 새삼스럽게 마음에 끌렸다. 겐지의 방문을 살핀 우츠세미는 우스기누 한 장을 벗어던지고 도망쳤고, 본의아니게 남겨진 노기바노오기와 인연을 맺은 겐지는 그 우스기누를 대신 가져갔다. 겐지는 여자의 껍데기 같은 옷차림에 따라 우츠세미에게 우타를 보냈고, 우츠세미도 겐지의 사랑을 받지 못하는 자신의 처지의 허전함을 은근히 탄식했다.

## 인물
겸손하고 조심스러우며, 몸집이 작고 외모도 미모라고 할 수 없는 수수한 여성이었지만, 거동이 돋보였고, 취미도 좋았다. 겐지의 구애에 대해서도, 고민하고 헤매면서도 끝까지 품위가 있고, 긍지를 지켜, 처음에는 그녀를 업신여겼던 겐지를 감탄시켰다.
그녀의 모델은 처지나 신분이 비슷해 작가인 무라사키 시키부 본인이 모델이 아니냐는 이야기도 있다.
이 인물은 우츠세미(空蝉)라고 부르는 것이 관례인데, 텍스트 본문에서는 하하키기(帚木)라 부르는 곳이 있다. "그 하하키기도 이제는 때가 되었겠지 (かの帚木もいざなはれにけり)" (세키야)

### 생애
원래는 상류 귀족의 딸 (아버지는 츄나곤 겸 위문감)로 태어나 자라, 궁에서 일하기를 희망하기도 했지만, 아버지의 죽음으로 뒷배를 잃었다. 그래서 본의 아니게, 이요스케 (이요국 (현재의 에히메현)의 코쿠슈의 차관)를 맡고 있는 남자의 후처로 시집간다. 이요스케의 전처의 딸 (노기바노오기)과는 거의 동년배라는 엄청난 나이 차이의 결혼으로, 이요스케는 우츠세미를 매우 사랑했지만, 정작 우츠세미는 수령의 아내라는 하급 신분에 떨어진 것을 부끄러워했고, 남편에 대한 사랑도 희미했다. 그녀의 어린 동생인 코키미도 함께 갔고, 코키미는 나중에 겐지를 모시고 겐지와 우츠세미의 문사 등도 했다 (나중에 겐지가 스마에 칩거 했을 때는 누나와 함께 히타치로 내려갔다).
어느 날, 의붓아들 키이노카미 저택에서 때마침, 카타타가에 중으로 그녀의 소문을 들은 것으로 흥미를 가지고 숨어들은 겐지와 정을 통하게 된다. 젊고 고귀하고 매력적인 겐지의 구애에 마음속으로는 우츠세미도 이끌려 고민하면서도, 총명한 그녀는 신분이 맞지 않는 처지임을 이해하고 있었다. 한번은 몸을 허락했지만, 그 후에는 아무리 겐지와의 구설에 올라도 자랑스럽게 거절하고, 결코 나부끼려 하지 않았고, 그 후 남편을 따라 수도를 떠났다.
아이러니하게도, 교만한 귀공자였던 겐지에게 우츠세미의 거절이 그녀를 잊을 수 없는 존재로 만들었다. 이후, '세키야'첩에서 두 사람은 재회하지만, 곧 남편을 잃은 우츠세미는 의붓아들 키이노카미의 연모를 피하기 위해 출가, 겐지는 비구니가 된 그녀를 니죠토우인으로 데려와 살게 했다.